# Australodynerus rubiginosus
Australodynerus rubiginosus är en stekelart som beskrevs av Borsato 1996. Australodynerus rubiginosus ingår i släktet Australodynerus och familjen Eumenidae. Inga underarter finns listade.